# Queimados
Queimados, amtlich Município de Queimados, ist eine Stadt im brasilianischen Bundesstaat Rio de Janeiro. Sie hatte im Jahr 2022 etwa 140.000 Einwohner. Zum 1. Juli 2016 wurde die Bevölkerung auf 144.525 Einwohner geschätzt.
Sie ist Teil der Metropolregion Rio de Janeiro.